# Colostethus pratti
Colostethus pratti is een giftige kikker uit de familie pijlgifkikkers (Dendrobatidae). De soort werd voor het eerst wetenschappelijk beschreven door George Albert Boulenger in 1899. Oorspronkelijk werd de wetenschappelijke naam Phyllobates Pratti gebruikt. De soortaanduiding pratti is een eerbetoon aan Antwerp Edgar Pratt.

## Verspreidingsgebied en habitat
Colostethus pratti komt voor in delen van Midden- en Zuid-Amerika en leeft in de landen Panama en Colombia. Het verspreidingsgebied loopt in Panama van de Cordillera de Talamanca in Bocas del Toro nabij de Costa Ricaanse grens via het Caribische laagland tot aan de Darién, het grensgebied met Colombia. Een geïsoleerde subpopulatie komt voor in het noordwesten van Colombia. De habitat van de kikker bestaat uit tropische regenwouden tussen 110 en 1160 meter hoogte boven zeeniveau.

## Uiterlijke kenmerken
Colostethus pratti is ongeveer 24 mm groot.

## Leefwijze
Colostethus pratti leeft op de bosbodem en in rotsige delen langs stroompjes in het bos. Mannelijke kikkers houden er een klein territorium op na en kunnen onderling agressief zijn. Eieren worden gelegd in de strooisellaag en de kikkervisjes worden later door de ouders naar stroompjes gebracht voor verdere ontwikkeling.